# خوان خوسيه أوروتي
خوان خوسيه أوروتي (بالإسبانية: Juan José Urruti)‏ هو لاعب كرة قدم أرجنتيني في مركز الهجوم، ولد في 24 مايو 1962 في روساريو في الأرجنتين. شارك مع منتخب الأرجنتين تحت 20 سنة لكرة القدم ومنتخب الأرجنتين لكرة القدم. أما مع النوادي، فقد لعب مع روزاريو سنترال ونادي بوليفار ونادي خورخي ويلسترمان ونادي سان خوسيه ونادي فالنسيا وهواتشيباتو.